# Área censal de Príncipe de Gales–Hyder
El área censal de Príncipe de Gales (en inglés: Prince of Wales Census Area) es una de las 11 áreas censales del estado estadounidense de Alaska. En el censo del año 2000, el área censal tenía una población de 6,146 habitantes y una densidad poblacional de 0 persona por km². Anteriormente era parte del Área censal de Príncipe de Gales-Outer Ketchikan (Prince of Wales-Outer Ketchikan Census Area), pero el nombre fue cambiado en 2008 después de que Outer Ketchikan (a excepción de algunas partes como Hyder e Isla Annette) no pudo anexarse al borough de Ketchikan Gateway. El área por ser parte del borough no organizado no posee sede de borough, mientras que las ciudades más grandes son Hyder e Isla Annette.

## Geografía
Según la Oficina del Censo, el área censal tiene un área total de 32 909 km² (12 706,2 mi²), de la cual 19 193 km² (7410,4 mi²) es tierra y 13 716 km² (5295,8 mi²) (10.77%) es agua.

### Boroughs y áreas censales adyacentes
- Área censal de Petersburg (norte)
- Ciudad y Borough de Wrangell (noreste)
- Borough de Ketchikan Gateway (este)
- Columbia Británica, Canadá (oeste)

## Demografía
Según el censo de 2000, había 6,146 personas, 2,309 hogares y 1,535 familias residiendo en la localidad. La densidad de población era de 0.0173 hab./km². Había 3,055 viviendas con una densidad media de 0 viviendas/km². El 53.12% de los habitantes eran blancos, el 0.15% afroamericanos, el 38.68% amerindios, el 0.36% asiáticos, el 0.05% isleños del Pacífico, el 0.50% de otras etnias y el 7.14% pertenecía a dos o más etnias. El 1.74% de la población eran hispanos o latinos de cualquier etnia.

## Localidades
- Coffman Cove
- Craig
- Edna Bay
- Hollis
- Hydaburg
- Hyder
- Kasaan
- Klawock
- Metlakatla
- Naukati Bay
- Point Baker
- Port Protection
- Thorne Bay
- Waterfall
- Whale Pass